# Teretrius biformis
Teretrius biformis är en skalbaggsart som först beskrevs av Cooman 1933.  Teretrius biformis ingår i släktet Teretrius och familjen stumpbaggar. Inga underarter finns listade i Catalogue of Life.